# 최성홍
최성홍(崔成泓, 1938년 12월 24일~2020년 9월 17일)은 대한민국의 외교관이다. 외교통상부 장관을 지냈다. 본관은 삭녕이며, 전라남도 신안군 출신이다.
2002년 2월 5일부터 2003년 2월 26일까지 제5대 외교통상부 장관을 지냈다. 2010년 2월, 남재준 전 육군참모총장과 함께 서경대학교의 석좌교수에 임명되었다. 정수장학회 이사직에 있기도 했다.

## 학력
- 서울대학교 법대 행정학과

## 경력
- 2002년 2월 외교통상부 장관
- 2001년 4월 외교통상부 차관
- 1999년 2월 주 영국 대사
- 1998년 4월 차관보
- 1997년 8월 외교안보연구원 연구위원
- 1996년 1월 주 국제연합 대표부 차석 대사
- 1993년 10월 주 헝가리 대사
- 1992년 7월 구주국장
- 1989년 12월 주 몬트리올 총영사
- 1989년 1월 국방대학원 파견
- 1985년 11월 대통령 비서실 파견(의전비서관)
- 1984년 3월 경제기구과장
- 1981년 2월 주 아랍에미리트 참사관
- 1980년 3월 조약1과장
- 1978년 8월 법무담당관
- 1974년 12월 주 이탈리아 1등서기관
- 1973년 12월 대통령 비서실 파견
- 1970년 9월 주 독일 3등서기관
- 1966년 9월 외무부 입부(70년 2년 제3회 외무고시)

## 가족 관계
- 배우자: 최수용
  - 자녀: 1남 2녀